# Le isole del paradiso
Le isole del paradiso è un romanzo di Stanislao Nievo, pubblicato nel 1987. Nello stesso anno il libro ha vinto il Premio Strega.

## Trama
Nel XVII e nel XVIII secolo, alcune spedizioni europee raggiunsero la Nuova Irlanda, isola sita a nord-est della Nuova Guinea e separata dalla Nuova Britannia. Le escursioni, di William Dampier (1700), di Louis Antoine de Bougainville e Philip Carteret (1768), di Louis-Isidore Duperrey (1822), dovevano definire la geografia e la cartografia di quei luoghi. Tutti questi navigatori notarono una cascata tanto potente da addolcire l'acqua della baia in cui gettava le sue correnti. Anche la ricchezza di cale adatte agli attracchi fece pensare a una terra promettente per la colonizzazione dall'Europa.
Fu così che, a partire dal 1870, un nobile francese, il Marchese Charles De Rays, diede vita ad alcune spedizioni atte a colonizzare la Nuova Irlanda, da lui chiamata La Nouvelle France. Egli raccoglieva sottoscrizioni in denaro e prestazione d'opera, promettendo lavoro e benessere nella lontana isola e asserendo che gli aspiranti coloni avrebbero trovato colà le dimore, l'ospedale, strade e appezzamenti. Ma le spedizioni si rivelarono fallimentari e i governi francese e italiano si opposero con forza a queste imprese, ritenendole fonte di pura speculazione e sfruttamento. Quando De Rays si lanciò nell'organizzazione della terza spedizione, nel 1879, vi aderirono oltre 300 veneti, in prevalenza provenienti da zone del trevigiano. Costretti a passare illegalmente in Francia e poi in Spagna, gli emigranti dovettero battersi per ottenere i passaporti, ma, a dispetto di qualsiasi impedimento, la partenza avvenne, a bordo della nave India.
Il gruppo dei veneti era ben cementato e permise anche agli altri emigranti di avere un atteggiamento determinato; durante il viaggio si susseguivano le perdite, all'arrivo non si trovò quasi nulla di quanto promesso, la terra non era adatta a coltivazioni, la cascata poteva, con un lavoro tecnico lungo e delicato, divenire produttrice di elettricità, ma questo lavoro non era mai cominciato. Per circa un anno i coloni si sobbarcarono le fatiche e i sacrifici richiesti dalle circostanze, ma quando, il 7 gennaio 1881, la nuova centrale elettrica appena allestita non resse al collaudo, anzi rischiò di causare vittime a causa della massa d'acqua che spazzò in pochi minuti il paziente lavoro di mesi, i coloni si ribellarono e pretesero di andarsene in un luogo più ospitale. La nave India li trasportò tra le molte isole dell'Oceania, finché, accolti e soccorsi nei pressi di Sydney, un piccolo nucleo superstite di veneti poté stabilirsi a poca distanza dalla città. Era l'inizio di una nuova realtà, chiamata New Italy.
Nel frattempo, nell'arcipelago, si susseguivano le vicende, tutte volte all'allontanamento o all'annientamento di ogni tentativo europeo di mettervi radici. Fallì una quarta spedizione di De Rays e questi ebbe in Francia un processo per le sue imprese, con imputazioni di assassinio, truffa e altro. Condannato, scontò la pena e poi scomparve. Andò meglio a una donna di sangue misto, inglese per parte di padre e polinesiana per via materna: Emma Coe, detta Queen Emma, si era stabilita in una piccola isola in prossimità della Nuova Irlanda e riuscì ad incrementare le sue già enormi ricchezze, grazie alla conduzione intelligente di un clan familiare e alla scelta dei suoi mariti, di cui l'ultimo fu un tedesco. Ma un giorno anche Queen Emma svanì, dopo essere partita per la Francia, dove intendeva trascorrere gli ultimi anni.
L'arcipelago visse le molte vicende storiche del XX secolo, passando dallo stato di colonia tedesca (Arcipelago di Bismarck) all'influenza inglese, quindi subendo l'invasione giapponese, la liberazione a cura degli Australiani e l'atto di indipendenza, con sovranità conferita alle popolazioni melanesiane che da sempre abitavano quei siti.
Volendo scrivere la storia delle spedizioni, soprattutto di quella veneta, lo scrittore Stanislao Nievo raggiunse a sua volta l'arcipelago nel 1964 circa. Conobbe usi e vocaboli degli indigeni e fu raggiunto da una lettera, vent'anni dopo, in cui essi chiedevano aiuti per la cascata scoperta da Bougainville, che era stata distrutta da un cataclisma naturale. Così Nievo fu coinvolto in un'avventura tra realtà e sogno, in cui, con strane rappresentazioni, gli veniva indicato di seguire le orme degli europei scomparsi, per ricevere da loro in dono il ripristino della cascata.
Ebbe inizio un pellegrinaggio alla ricerca dei parenti degli immigrati (ad Albina e Gaiarine), di possibili discendenti del marchese De Rays, di qualche familiare superstite di Queen Emma. Nievo cercò inutilmente le tracce di un capitano dalmata, Agostino Stalio, amato da Queen Emma. Tutto si risolse nel vuoto di ricordi e nel recupero di antiche figure disegnate due secoli prima da Bougainville. Tornato alle isole, con doni più sostanziali (una barca, congegni elettrici vari), Nievo trova la cascata rimessa in sesto: gli indigeni non lo avevano aspettato. Egli porta loro in dono una barca e vari congegni elettrici, oltre alle figure che rivelano l'aspetto degli antenati. Ormai gli isolani vestono con magliette, i bambini frequentano la scuola e, a testimoniare che molto è cambiato sotto la superficie che sembra immutabile, c'è un bimbo indigeno, ma con capelli biondi, inconfondibilmente europei.

## Edizioni
In lingua italiana:
- Stanislao Nievo, Le Isole del paradiso, A. Mondadori, Milano 1987
- Stanislao Nievo, Le Isole del paradiso, introduzione di Carlo Sgorlon, A. Mondadori, Milano 1989
- Stanislao Nievo, Le Isole del paradiso, prefazione di Gianfranco de Turris, UTET, Torino 2007

In altre lingue:
- (FR)  Stanislao Nievo, Les Îles du paradis, trad. di Luciana Berini, Collection douze etoiles. Littérature Européenne, France 1988.
- (SV)  Stanislao Nievo, Paradisets öar: roman, Audiolibro, TPB, Enskede 2005.